# Брент (боро)
Брент (англ. London Borough of Brent) — боро на північному заході Лондона.

## Географія
Боро межує з Герроу на північному заході, Барнетом на північному сході, Кемденом на сході, Вестмінстером, Кенсінгтоном і Челсі та Гаммерсмітом і Фулемом (Фулхемом) на півдні та з Ілінгом на південному заході.

## Райони
- Алпертон
- Брент Парк
- Брондесбері
- Брондесбері Парк
- Вемблі
- Вемблі Парк
- Віллесден
- Гарлсден
- Долліс-Гілл
- Квінз Парк
- Квінзбері (також знаходиться у Герроу)
- Кенсал-Грін
- Кентон (також знаходиться у Герроу)
- Кілберн (також знаходиться у Кемдені)
- Кінгзбері
- Кріклвуд (також знаходиться у Кемдені та Барнеті)
- Нісден
- Парк-Роял (також знаходиться в Ілінзі)
- Північний Вемблі
- Престон
- Стоунбридж
- Садбері (також знаходиться у Герроу)
- Токінгтон
- Черч-Енд
- Частина Герроу